# 2TE126型柴油机车
2TE126型柴油机车（俄語：2ТЭ126）是苏联铁路的超大功率干线货运柴油机车车型之一，由位于乌克兰的伏罗希洛夫格勒内燃机车制造厂设计制造，于1988年研制成功。

## 发展历史

### 背景
1970年代，苏联铁路货物运输量持续快速增长，多条铁路干线的通过能力都临近极限。为了扩大线路输送能力，在组织客货列车混跑、适当提高行车速度和密度的同时，亦十分重视提高货物列车牵引重量。苏联从1960年代末开行超长重载货物列车，并特别强调制造大功率柴油机车的必要性。1971年，伏罗希洛夫格勒内燃机车制造厂研制了6000马力的2TE116型干线货运柴油机车，计划作为2TE10型柴油机车的换代产品，单机功率为3000马力，采用了先进的Д49型四冲程柴油机、交—直流电传动装置和无导框式标准转向架。根据最初的技术规划，2TE116型柴油机车实际上是为研制更大功率机车的过渡阶段产品，因此柴油机装车功率仅为3060马力（16个气缸），单缸功率约为190马力；而在未来随着柴油机强化程度的提高，柴油机功率应进一步提升为4000马力（16个气缸）、单缸功率250马力，以及6000马力的20气缸柴油机，单缸功率可达到300马力。1978年，伏罗希洛夫格勒工厂又研制了8000马力的2TE121型双节式柴油机车，采用了4000马力的2В-5Д49型柴油机、整体承载式车体、架悬式转向架、囊式司机室等一系列崭新的技术。

### 研制
1984年，在2TE121型机车的基础上，6000马力的TE136型单节式柴油机车研制成功，这种机车具有八根车轴，采用1-1Д49型柴油机及下纵向牵引梁式四轴转向架。然而，由于20气缸大功率柴油机的结构十分复杂、生产工艺要求较高，尤其大型气缸体及曲轴的加工和安装存在很大的难度，难以进行大批量生产。因此，科洛姆纳内燃机车制造厂决定开发研制气缸工作容积更大的新一代Д56型大功率柴油机，其气缸直径和活塞行程均为320毫米，这在铁路机车用的柴油机之中也是十分罕见的。科洛姆纳工厂最初计划6000马力的Д56型柴油机应采用12个气缸，但为了减少技术风险，在实行上第一阶段仍采用16个气缸。而这种柴油机经过进一步的强化后，功率能够提高到8000马力。
根据苏联国家科学技术委员会15-6/136号文件、苏联重型和运输机器制造部14-3110/656号文件的要求，伏罗希洛夫格勒内燃机车制造厂在TE136型机车的基础上，于1988年试制了首台装用Д56型柴油机的2TE126型柴油机车。2TE126型机车代表着当时苏联铁路内燃机车的最高技术水平，机车总功率为12000马力，每台机车由两节结构完全相同的十轴机车联挂而成。每节机车装用一台6-4Д56型柴油机，由于柴油机的重量太大，机车采用了具有附加导向轮对的五轴转向架来分担重量。机车采用交—直流电传动，传动装置与TE136型机车大致相同。2TE126型柴油机车设计使用条件为温带和寒带气候，构造速度为100公里/小时，轴重为25吨（动轮），持续牵引力达到2×470千牛，一组2TE126型机车足以取代两组重联的2TE10、2TE116型柴油机车。
1989年，2TE126-0001号机车被送往全苏铁道运输科学研究院位于莫斯科州谢尔宾卡的环形铁道试验基地开始进行性能试验，并在环形铁道举行的1989年国际铁路运输展览会上展出，参观者都对其柴油机的尺寸感到惊讶。然而在不久之后，随着突如其来的苏联解体，独联体国家的铁路运输生产均面临严重滑坡，在运量剧减、财政窘迫的情况下，原本为重载运输而设计的大功率柴油机车亦变得毫无用处，结果独树一帜的TE136、2TE126、2TE136型柴油机车在当时的环境下都成为了一堆废铁。而关于这些机车的研究和改进也被迫停止，原本计划在这些机车基础上再进一步发展的一切宏伟蓝图，例如14000马力的2TE139型机车、16000马力的2TE128型机车，最终也只是纸上谈兵。唯一的一台2TE126型机车在1990年代初被送返卢甘斯克机车厂后，长期处于报废状态，后来的命运亦无人知晓。

## 技术特点

### 总体结构
2TE126型柴油机车是双节重联的二十轴超大功率干线货运用柴油机车，每组机车由两节结构完全相同的十轴机车通过车钩、通过台、重联线等连接而成，也可以在必要时分解为两台机车单独运行。车体结构与TE136型机车相同，采用了整体承载式焊接结构，车体由车架、侧墙、司机室、上弦梁、下弦梁等部件焊接成一个完整的箱形结构。车体主要承载构件的结构与2TE121型机车相似，底架和车体结构中广泛采用低合金钢焊接结构，底架由厚度为4～6毫米的的箱形截面纵向侧梁组成，侧梁之间用钢板联结，其中的空间亦是中央通风冷却系统的送风道。机车并采用了大容量承载式燃油箱，满足了车体结构轻量化的要求，采用承载结构后的燃油箱容量达到10000公斤。车体上部由前至后分别为司机室、高压室、柴油机室、冷却室。底架中部的燃油箱两侧设有蓄电池箱；列车制动用总风缸设置于柴油机室顶部。2TE126型机车采用中央通风冷却系统，采用一台由牵引发电机电枢轴驱动的轴流式通风机，通过顶盖百叶窗及空气滤清装置抽入冷风，经过通风支路向牵引发电机、牵引电动机、整流装置集中送风冷却，空气流量通过风扇导向叶片调节。

### 柴油机
每节机车装用一台4-32ДГ型柴油发电机组，包括一台6-4Д56型大功率柴油机及一台А-717УХЛ2型牵引发电机组。6-4Д56型柴油机（苏联国家标准GOST型号为16ЧН32/32）由科洛姆纳内燃机车制造厂设计制造，是一种16气缸、四冲程、二级增压带中间冷却的V型中速柴油机，气缸直径为320毫米，活塞行程为320毫米，额定转速为每分钟900转，装车功率为6000马力（4,412千瓦），单位燃料消耗量为155克/有效马力·小时。柴油机采用了二级增压系统，第一级是单级轴流式废气涡轮增压器，第二级是由离心式鼓风机组成的单级机械增压器，每级增压器均设有增压空气中间冷却器（中冷器）。柴油机整体净重38,400公斤。机车的冷却水系统为双回路闭式系统，分为高温冷却水系统及低温冷却水系统。高温水系统是柴油机冷却水的系统，而低温水系统是为机油热交换器及柴油机增压空气而设的冷却水系统。冷却装置由散热器与风扇组成，冷却室顶部设有两台采用静液压驱动的轴流式风扇，由静液压泵、液压马达带动风扇运转，冷却水带出的热量在散热器中传给空气而冷却，风扇能根据冷却水和机油的温度自动调节转速。

### 传动系统
机车传动装置采用交—直流电传动，柴油机通过盘式联轴器直接驱动一台三相交流同步牵引发电机，经硅整流装置转换成直流电后，供给八台直流牵引电动机。牵引发电机与辅助发电机采用整合式设计，机车采用由哈尔科夫重型电机厂设计制造的А-717УХЛ2型牵引发电机组，是由设在同一焊接机座内的两台同轴的同步发电机组成，机组总重10000公斤，电机冷却方式为强迫通风。
牵引发电机为凸极式三相交流他励同步发电机，额定功率为4000千瓦；额定电压为410伏（2×2950安培），最高输出电压为600伏（2×2040安培），额定频率为100赫兹。辅助发电机为一台自励同步发电机，额定功率为450千瓦，额定电压为360伏（2×640安培）。两台发电机的定子均为两组星形接法的三相绕组，定子绕组的磁极铁心采用H级绝缘，转子绕组为F级绝缘。辅助发电机用于为机车上的辅助机械包括通风机、油泵、水泵等设备供电，同时经过整流为直流电后给牵引发电机励磁。此外，由于柴油机采用了空气启动，因此机车不设启动发电机，控制、照明和蓄电池充电电路均由辅助发电机经过辅助整流器提供。
牵引发电机发出的三相交流电由УВКТ-11型硅整流装置转换成直流电，整流装置设有二组并联的三相桥式整流电路，整流器内的二极管是装在每一桥臂共用的散热器上，而散热器同时亦作为直流母线使用。整流电路每一桥臂由14个并联的整流二极管组成，全套整流装置共有168个二极管元件，额定功率为4412千瓦，额定输出电压为1000伏（5400安培）。整流装置内还设有防止内部短路的快速熔断器及警示信号系统。
牵引电动机采用ЭД-126А型六极串励直流牵引电动机，额定功率为409千瓦，额定电压为548伏（820安培），最高工作电压为725伏（620安培），额定转速为每分钟480转，最高转速为每分钟1910转，定子及电枢绕组的绝缘等级分别为F级和H级，单台电机重量为3600公斤。2TE126型机车并设有具备全功率自负荷试验功能的电阻制动装置，在电阻制动工况时牵引电动机变为他励直流发电机工作，并与制动电阻相联。

### 转向架
每节机车的走行部采用两台设有一对附加导向轮对的五轴转向架，每台四轴转向架均以两台二轴转向架为基础，采用焊接式构架和拉杆式定位轴箱。为了改善机车的粘着性能、减小接触应力，机车采用了1250毫米的大直径动轮。转向架采用下纵向牵引梁式结构，两台二轴转向架的牵引中心销下部与下纵向牵引梁相连，两台二轴转向架之间设有两个长颈中心销，与前后纵向牵引梁相连并传递牵引力或制动力。二轴转向架的一系悬挂装置采用螺旋弹簧及橡胶垫的独立悬挂结构，而二系悬挂装置为螺旋圆弹簧旁承和滚珠复合旁承，车体全部重量通过二系弹簧旁承由四台二轴转向架支承。除此之外，通过对导向轮对的控制，2TE126型机车还能够实现可变轴重的功能，导轮直径为850毫米，当机车牵引列车起动并在持续速度以下运行时（0～25公里/小时）能够将导轮轮对提起，从而提高动轮轮对的粘着重量。
机车采用了与2TE121型机车相同的电机空心轴式牵引电动机全悬挂弹性驱动装置，从而可以减轻簧下重量，降低轮轨动力作用，还能够提高机车粘着重量利用率。牵引电动机全部重量悬挂在转向架构架上，牵引电动机的扭矩通过中空电枢轴上的齿轮联轴器，再经过连杆及橡胶绳膜片式联轴节，传递给齿轮减速箱，由主动齿轮传给从动齿轮，从而驱动轮对，齿轮减速箱的牵引传动齿轮比为22：95。

## 参看
- 2TE121型柴油机车
- TE136型柴油机车
- TEP80型柴油机车